# Pyrrosia adnascens
Pyrrosia adnascens là một loài dương xỉ trong họ Polypodiaceae. Loài này được Sw. Ching mô tả khoa học đầu tiên năm 1935.